# 足寄郡
足寄郡（日语：／ Ashoro gun */?）為日本北海道十勝綜合振興局的郡，位於十勝綜合振興局東北部。
郡名來自阿伊努語的「esoro-pet」，意思為「延著下來的河」。

## 轄區
轄區包含2町：
- 足寄町
- 陸別町

## 沿革

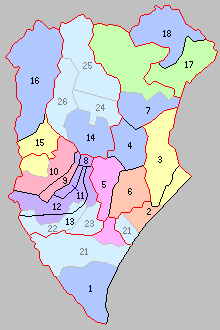
北海道一・二級町村制施行時足寄郡下辖町村（17.足寄村 18.淕別村 绿：足寄町）

- 1869年8月15日：北海道設置11國86郡，釧路國足寄郡成立。
- 1897年11月：北海道實施支廳制，釧路國足寄郡隸屬釧路支廳之管轄，此時足寄郡下轄足寄村、螺灣村、淕別村、利別村。[1]（4村）
- 1923年4月1日：（2村）
  - 足寄村、螺灣村合併為足寄村，並成為北海道二級村。
  - 淕別村、利別村合併為淕別村，並成為北海道二級村。
- 1943年6月1日：北海道一級二級町村制廢止，足寄村和淕別村改為內務省指定村。
- 1946年10月5日：指定町村制廢止。
- 1948年10月20日：由隸屬釧路國支廳（現釧路支廳）改隸屬十勝支廳。
- 1949年8月1日：淕別村改制並改名為陸別町。（1町1村）
- 1951年4月1日：中川郡西足寄町的部份區域被併入陸別町。
- 1955年4月1日：中川郡西足寄町與足寄村合併為新設立的足寄町，並隸屬足寄郡之管轄。（2町）